# Nicolás Jarry
Nicolás Jarry Fillol (n. 11 octombrie 1995, Santiago de Chile, Chile) este un jucător profesionist de tenis din Chile. Cea mai bună clasare a sa la simplu este locul 16 mondial în mai 2024 și este actualul număr 1 din Chile. La dublu, cea mai bună clasare este locul 40 mondial, în martie 2019. A câștigat trei titluri ATP la simplu la Båstad 2019, Santiago 2023 și Geneva 2023. De asemenea, a câștigat două titluri la dublu pe Circuitul ATP.